# Sabine de Palatinat-Simmern
Sabine de Palatinat-Simmern (1528-1578), est la fille de Jean II de Palatinat-Simmern et de Béatrice de Bade.

## Biographie
En 1544, elle épouse Lamoral, comte d'Egmont, avec qui elle a douze enfants. Lorsque son mari est arrêté et accusé de trahison en 1567, elle écrit au roi Philippe II d'Espagne une lettre pour plaider en faveur de sa libération. C'est en vain, et il est décapité dans l'année suivante.
Elle a un fils, Charles, septième comte d'Egmont et prince de Gavre, marié à Marie de Lens, dame d'Aubigny.
Après sa mort en 1578, elle est enterrée à côté de son mari dans la crypte d'Egmont à l'église de Zottegem.